# Kulspruta 58
Kulspruta m/58, kort ksp m/58, modernt stavat utan modellprefix: Kulspruta 58, kort ksp 58, är den svenska försvarsmaktens beteckning för den belgiska kulsprutan FN MAG av Fabrique Nationale de Herstal (FN). Vapnet är helautomatiskt och luftkylt med gasuttagsmekanism och knäledslåsning, ursprungligen kamrad för den svenska patronen 6,5 × 55 mm, men sedan 1970-talet omkamrad till 7,62 × 51 mm NATO. I grunden är det en universalkulspruta som kan användas som lätt kulspruta, medeltung kulspruta och fordonskulspruta. I modernare tid benämns den dock ibland medeltung kulspruta för att markera dess ställning mellan den lätta kulsprutan 5,56 mm kulspruta 90 och den tunga kulsprutan 12,7 mm kulspruta 88.
Det antogs av den svenska krigsmakten 1958 för att ersätta den vattenkylda och avsevärt tyngre föregångaren kulspruta m/36 för alla rörliga arméförband från omkring 1960. Inom Kustartilleriet och vid arméns dåvarande fortifikationer, såsom till exempel Bodens fästning, behölls den äldre modellen. Samtidigt ville Försvaret ersätta kulsprutepistolerna och automatgevären och istället införa automatkarbiner som enhetsvapen för frontsoldater som en del av invasionsförsvarets dåtida utveckling. Införandet av automatkarbiner dröjde dock några år på grund av såväl militära som politiska diskussioner gällande val av modell. När man slutligen köpte in tyska Heckler & Koch G3 (sedermera automatkarbin 4) kamrade för 7,62 × 51 mm NATO bestämde man att omkamra kulspruta 58 från 6,5 × 55 mm till den nya kalibern.

## Användning av vapnet vid olika förband

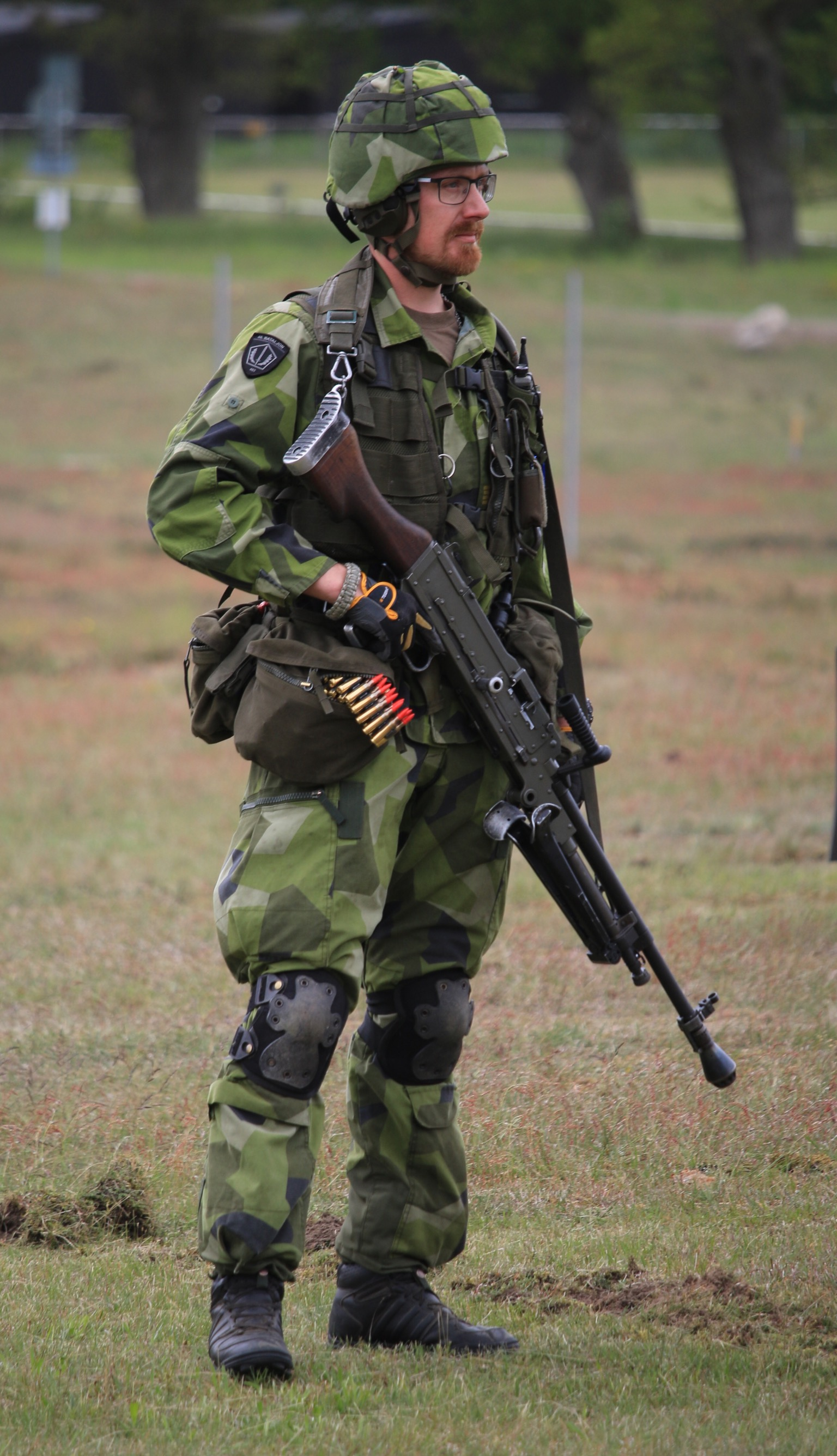
Soldat med ksp 58

När vapnet introducerades var vapnet ett tremansvapen som betjänades av skytt, laddare och servischef. Ofta ingick denna trio i en understödsgrupp eller understödspluton. I och med förändringarna inom främst armén från IB 66 till IB 77 kom servisen att ingå i skyttegrupperna och servischefen rationaliserades bort och vapnet kom att hanteras som ett tvåmansvapen. När Armén mekaniserades under 1990-talet blev även laddaren borttagen på vissa förband på grund av platsbrist i fordon. Som enmansvapen visade sig kulsprutans effektivitet nedgå då skytten endast kunde bära med sig en begränsad mängd ammunition i de konventionella ammunitionsförvaringarna. Detta var den främsta orsaken till att vapnet ersattes i skyttegrupperna med ksp 90. Nuförtiden är vapnet spritt inom hela svenska försvarsmakten och används vanligast som understödsvapen med tvåmansbemanning. Den nyttjas även som närskyddsvapen på fordon och på fartyg.
När vapnet nyttjas markgrupperat så hanteras det som ett servisvapen som betjänas av 2 soldater, skytt och laddare. En fördel med att ha en laddare är att skytten har svårt att reglera elden på längre avstånd vilket gör att laddaren, eller någon annan i gruppen, är till stor hjälp i sådana situationer speciellt om denne utrustas med kikare.

## Handhavande
Ksp 58 matas med ammunition i metallband som vardera rymmer 50 patroner, men eftersom första länken måste lämnas tom rymmer ett band 49 patroner, två band 99 etc, banden kan sedan skarvas ihop med fler band. Banden förvaras antingen i en bandlåda eller i en kassett. Kassetten har formen av en tygpåse som monteras på sidan av inmatningen och rymmer cirka ett och ett halvt band. En bandlåda innehåller ungefär 250 skott. Till vapnet hör en extrapipa och bytet tar bara ett par sekunder. Enligt svenska säkerhetsinstruktioner skall pipan bytas efter 250 avfyrade skott för att låta den utbytta pipan svalna.

## Varianter
Ksp 58A: Införd 1958 med i kaliber 6,5 × 55 mm. Bokstaven A tillagd i och med antagning av Ksp 58B.
Ksp 58B: I början av 1970-talet modifierades vapnet och döptes då om till Ksp 58B. Samtidigt byttes piporna till nya i kaliber 7,62 × 51 mm. Ksp 58 ersatte på sin tid den avsevärt tyngre Ksp m/42B i infanteriets skytteförband.
Ksp 58C: På Stridsfordon 90 modell C ersätter Ksp 58 den på A och B versionerna använda Ksp 39. Leveransen av Ksp 58C till Försvarsmakten påbörjades under hösten 2004.
Ksp 58 Strv: Är en variant utan gevärskolv och monterades företrädesvis som fast beväpning i stridsvagnar. Den utgick dock med Stridsvagn 103.
Ksp 58D: Namnet är förbehållet den renoverade och modifierade versionen av Ksp 58B i markversion. Under försöken med modifierade vapen kallas försöksversionen för Ksp 58DF där "F" står för försök. Den innebär en rad förändringar jämfört med tidigare varianter. Några av nyheterna:
- Picatinnyskena för montering av sikte. Hälften av vapnen har justerbara skenor, resten fasta.
- Rödpunktssikte från Aimpoint
- Bärhandtaget halverat i längd för att få plats med fästskenan.
- Fällbar kolv.
- 100 mm kortare pipa med flamdämpare förkortad och förbättrad för att minska bländningen vid mörkerskjutning.
- Urfräsningar längs pipgodset för att minska vikten och öka avkylningen.
- Gasregulatorn har endast fyra lägen mot tidigare åtta. Sista läget är rödmålat och endast avsett för nödlägen.
- Bandväskan rymmer 100 patroner istället för tidigare 50.
- Nya ammunitions- och tillbehörslådor.

Själva kulsprutan väger lika mycket som tidigare, men systemet i sin helhet blir c:a tre kilo lättare.
Ksp 58E: Används i helikopter 10 och 15 (Hkp 10 och Hkp 15). Den monteras i en lavett i vänster eller höger dörröppning.

## Tillbehör och reservdelar
Vapnet förvaras vanligen i trälåda innehållande kulspruta, pipa 2, pipfodral, två bandlådor, två kassetter, vapenrem, läskstång samt reservdels- och vårdväskor (där verktygssats 1B tilldelas varje vapen och verktygssats 2 tilldelas vartannat vapen). Vidare förekommer ett snöstöd som dock inte alltid tilldelas. Vid övning med lös ammunition tilldelas även lösskjutningsanordning.

## Ammunition

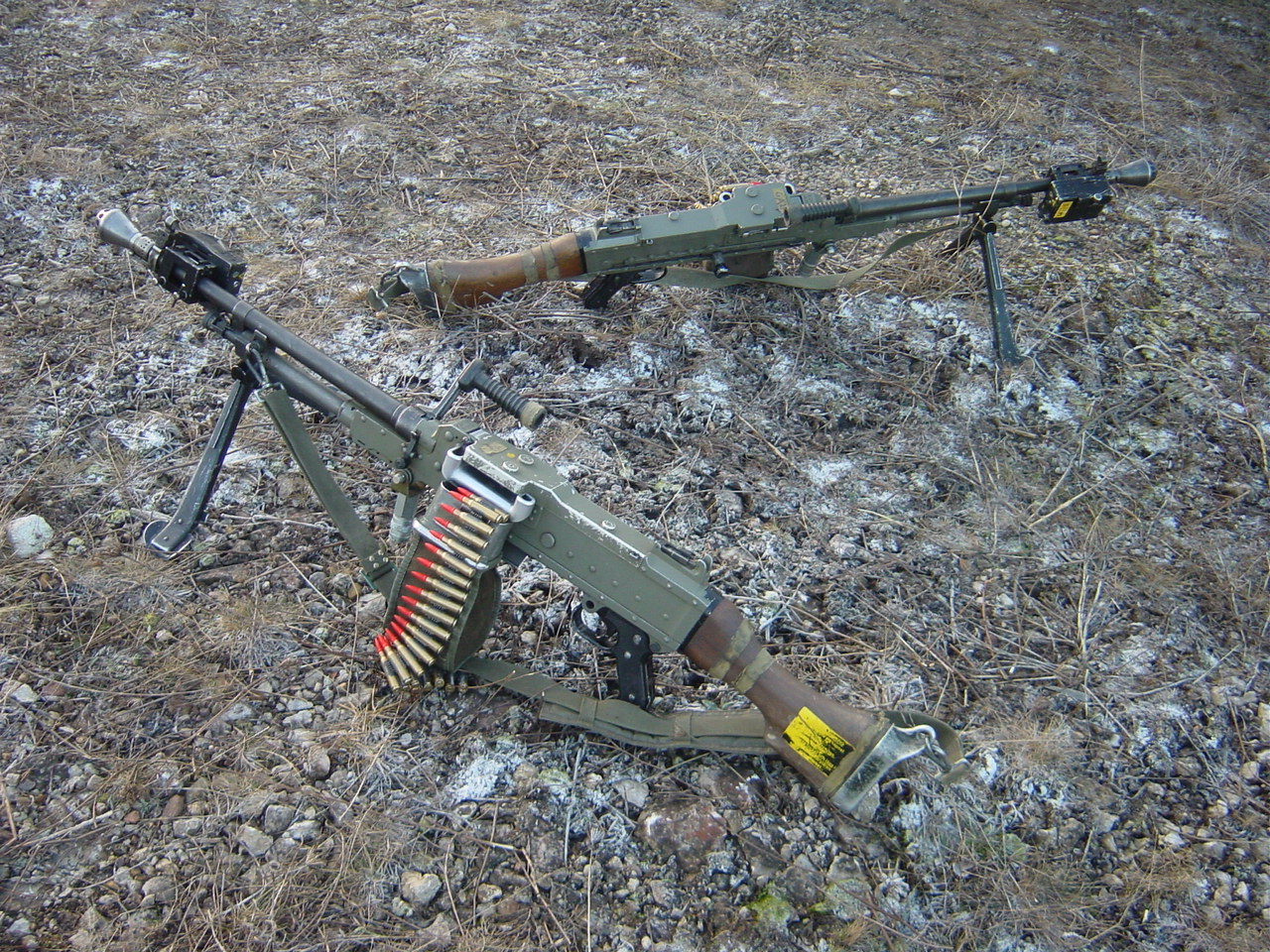
Två stycken Ksp 58B med lösskjutningsanordning, röda trälöspatroner och fastmonterad BT-utrustning.

### Skarp
7,62 × 51 mm Nato skarp patron
Fanns även med 6,5mm pipa

### Spårljus (Sk ptr 10 slprj)
Spårljuspatronen (Sk ptr 10 slprj) känns lätt igen på att dess projektil har en rödmålad spets (vitmålad på den äldre varianten). Projektilen har en lyssats av fosfor som antänds cirka 70 meter från pipan och lyser från 100 till 800 meter. Man kan följa dess bana då det blir som ett rött lysande streck efter den. Man kan med fördel banda spårljus med jämna mellanrum (exempelvis var femte skott) för att underlätta eldregleringen.

### Lös (Lös ptr 10)
Den lösa patronen används endast i fredstid under övning. Patronen har en träplugg som projektil och den pulvriseras inuti pipan vid skjutning. Vapnet förses med en lösskjutningsanordning som gör att träflisorna inte skjuts ut rakt fram och därmed skulle kunna skada personer.